# Saint-Mariens
Saint-Mariens település Franciaországban, Gironde megyében. Lakosainak száma 1637 fő (2022. január 1.). Saint-Mariens Saint-Yzan-de-Soudiac, Laruscade, Cavignac, Cézac, Civrac-de-Blaye és Saint-Savin községekkel határos.

## Népesség
A település népessége az elmúlt években az alábbi módon változott:
| Lakosok száma | 794  | 864  | 1015 | 1362 | 1590 | 1597 | 1602 | 1624 | 1619 | 1637 |
|               | 1968 | 1982 | 1990 | 2006 | 2013 | 2015 | 2017 | 2019 | 2020 | 2022 |